# 바보 (김장훈의 음반)
《바보》는 대한민국의 가수 김장훈의 다섯 번째 정규앨범이다. 수록곡 중 〈오페라〉는 그가 출연했던 검색 엔진 사이트 ‘라이코스’ 광고에 삽입되기도 하였다.

## 수록곡
| #            | 제목                                                         | 작사                    | 작곡                      | 편곡           | 재생 시간 |
| ------------ | ------------------------------------------------------------ | ----------------------- | ------------------------- | -------------- | --------- |
| 1.           | 〈슬픈 선물〉                                                | 유영석                  | 유영석                    | 유영석         | 5:31      |
| 2.           | 〈잊으러 가는 길〉                                           | 채정은                  | 이동원                    | 김형석         | 4:30      |
| 3.           | 〈내일이 찾아 오면〉 (with 김종서, 유리상자, 박정현, 김진표) | 김성휘, 김진표(랩 가사) | 오석준                    |                | 5:38      |
| 4.           | 〈Goodbye Day〉                                              | 양재선                  | 키스기 타카오(来生たかお) | Ittsupel Amano | 5:01      |
| 5.           | 〈회자정리〉 (會者定離)                                      | 양재선                  | 김형석                    | 김형석         | 4:00      |
| 6.           | 〈바보〉                                                     | 유영석                  | 장진수                    | 유영석, 박영수 | 4:12      |
| 7.           | 〈보내주기〉                                                 | 양재선                  | 박성진                    | 조현석         | 4:19      |
| 8.           | 〈반지〉                                                     | 박진영                  | 박진영                    | 김형석         | 4:46      |
| 9.           | 〈오페라〉                                                   | 안지홍                  | 안지홍                    | 김형석         | 6:17      |
| 10.          | 〈그대 잘 가요〉                                             | 윤종신                  | 윤종신                    | 윤종신, 하림   | 5:11      |
| 11.          | 〈선물〉                                                     | 양재선                  | 박성진                    | 박성진         | 4:16      |
| 총 재생 시간 | 총 재생 시간                                                 | 총 재생 시간            | 총 재생 시간              | 총 재생 시간   | 53:41     |

## 참여
이 목록은 해당 앨범의 부클릿에서 발췌하였다.
- 김장훈 - 보컬, 하모니카(6)

| 세션 - 유영석 - 건반 악기/피아노(1) - 이준 - 기타(1, 6) - 신현권 - 베이스 기타(1, 2, 5, 6, 8, 9) - 박영수 - 컴퓨터 프로그래밍(1, 6) - 강수호 - 드럼(2, 5, 8~10) - 함춘호 - 기타(2, 5, 8, 9) - 김형석 - 신시사이저/피아노(2, 5, 6, 8, 9) - Taiki Oyama - 피아노(3, 4) - Ichiro Horie - 베이스(3, 4) - Nobuki Yano - 기타(3, 4) - Satoru Yoshida - 건반(3, 4) - Tooru Nagakura - 드럼(4) - 이인배 - 트럼본(4, 11) - 임정아, 신혜영, 김수진, 김지연, 김미정, 김신희, 김미령, 오현승, 남유경, 최재원, 이가영, 김은범, 이지연 - 현악(5) - 장혁 - 드럼(7) - 손진태 - 기타(7) - 이태윤 - 베이스(7) - 이현정, 신연아 - 코러스(8) - 이지연, 신혜영, 김미정, 김지연, 김수진, 김미령 - 현악(9) - Sam Lee(샘 리) - 기타(10) - 하림 - 컴퓨터 프로그래밍(10) - 장경아 - 피아노(11) | 스태프 - 김장훈 - 프로듀서 - 최경범, 김장효(예하스튜디오) - 녹음(1, 6) - 엄재호(예하스튜디오) - 믹싱(1, 6) - 도정희(킹 스튜디오, 유니버설 스튜디오) - 믹싱(2, 8, 9) - (킹 스튜디오) - 믹싱(3, 7) - (유니버설 스튜디오) - 믹싱(5) - 임정빈(킹 스튜디오, 유니버설 스튜디오) - 녹음(2, 8) - (킹 스튜디오) - 녹음(3, 4, 7), 믹싱(11) - Tatsukiyo Mitsuyasu - 기술(4) - 윤상철(킹 스튜디오) - 믹싱(4), 녹음(9, 11) - 위영화(킹 스튜디오) - 녹음(9) - 김한구, 이동역, 류재경(드림 팩토리 스튜디오) - 녹음(10) - 고현정(드림 팩토리 스튜디오) - 믹싱(10) - 정소화, 이종우, 정명철 - 매니지먼트 - 최호정 - 코디네이터 - 김형섭 - 디자인 - 지춘희 - 스타일리스트 - 조세현(아이콘스튜디오) - 사진 |